# Irving Kaplansky
Irving Kaplansky   (Toronto, 22 de març de 1917 - Sherman Oaks, 25 de juny de 2006), conegut pels seus amics com Kap, va ser un matemàtic canadenc.

## Vida i Obra
Kaplansky va néixer a Toronto, fill d'un matrimoni jueu, recentment emigrat de Polònia. El seu pare, que a Polònia havia estudiat per a ser rabí, era sastre i la seva mare, amb estudis molt bàsics, va crear una xarxa de pastisseries, la Health Bread Bakery, de la qual va viure la família. De ben petit va demostrar una certa habilitat tocant el piano, però va deixar d'estudiar-lo als quinze anys, quan va veure que no seria mai un gran pianista; tot i així va continuar tota la vida tocant com acompanyant a bandes de jazz o en festes i altres ocasions.
Va estudiar matemàtiques a la universitat de Toronto i, en graduar-se el 1938, va guanyar la competició Putnam formant equip amb Nathan Mendelsohn i Albert Coleman. Com que va ser qui va obtenir la màxima puntuació, va poder anar a la universitat Harvard per fer el doctorat. El 1941 va obtenir el doctorat amb una tesi dirigida per Saunders Mac Lane i es va quedar com professor ajudant a Harvard. El 1944, durant la Segona Guerra Mundial va treballar pel comité de recerca militar fins que el 1945 va ser nomenat professor de la universitat de Chicago en la qual va romandre fins a la seva jubilació el 1984. Després de retirar-se, va ser director de l'Institut de Recerca en Ciències Matemàtiques de Berkeley. També va ser president de la Societat Americana de Matemàtiques el bienni 1985-86.
Kaplansky va publicar una desena de llibres i uns cent-cinquanta articles científics, la majoria dels quals sobre àlgebra, formes quadràtiques, àlgebra de Lie i teoria d'anells. Kaplansky va dirigir cinquanta-cinc tesis doctorals, a matemàtics que estan o van estar actius a moltes universitats americanes, i als quals els recomanava sempre llegir els clàssics ... i destinar una estona cada dia a aprendre alguna cosa que no estigui relacionada amb el tema en que estàs fent recerca.